# Adelelmo di Burgos
Adelelmo di Burgos, o anche Elesmo, o Lesmes (Loudun, XI secolo – Burgos, 1097), è stato un abate francese, che trasferitosi in Spagna ci rimase per assistere i pellegrini diretti a Santiago di Compostela e lì morì. È venerato come santo dalla Chiesa cattolica.

## Biografia
Fu monaco nell'Abbazia di Chaise-Dieu, della quale divenne abate nel 1078. Si recò in Spagna verso il 1079, dietro richiesta di Costanza di Borgogna, seconda moglie del re di Castiglia, Alfonso VI.
Dopo essere stato a Santiago di Compostela, sulla strada del ritorno si fermò all'ostello di San Juan Evangelista di Burgos, fondato nel 1074 da una comunità di monaci benedettini allo scopo di accogliere ed assistere i pellegrini. La protezione del re Alfonso VI, detto il buono, e della regina Costanza aveva consentito all'ostello di svilupparsi.  
Prese quindi ad occuparsi dei pellegrini che egli stesso serviva a tavola e ai quali lavava i piedi, andando loro incontro e trasportando addirittura a spalle quelli che erano più deboli. 

## Culto
Alla sua morte, secondo la leggenda, l'ostello parve essere in preda ad un grande incendio: la popolazione accorse per estinguerlo ma non vi era alcuna fiamma e le campane si misero a suonare da sole e tutto ciò fu interpretato come un miracolo. Il santo fu sepolto con gli altri pellegrini che morivano presso l'ostello in un campo vicino, ove fu eretta una piccola cappella. 
Dopo la morte fu canonizzato sotto il nome di Sant'Elesmo (in spagnolo San Lesmes) e divenne il patrono della città di Burgos, ove viene festeggiato il 30 gennaio.
Nel 1968 i resti completi di sant'Adelelmo sono stati ritrovati e la sua tomba è stata costituita nel coro della chiesa alla presenza dei pellegrini provenienti da Loudun.